# Bambusa pierreana
Bambusa pierreana là một loài thực vật có hoa trong họ Hòa thảo. Loài này được E.G.Camus mô tả khoa học đầu tiên năm 1912.